# البرتو اسکسی
البرتو اسکسی (انگلیسی: Alberto Escassi؛ زادهٔ ۲۸ فوریهٔ ۱۹۸۹) بازیکن فوتبال اهل اسپانیا است.
از باشگاه‌هایی که در آن بازی کرده‌است می‌توان به باشگاه فوتبال هرکولس، باشگاه فوتبال ختافه، و باشگاه فوتبال آلکورکون اشاره کرد.